# Juiste prijs

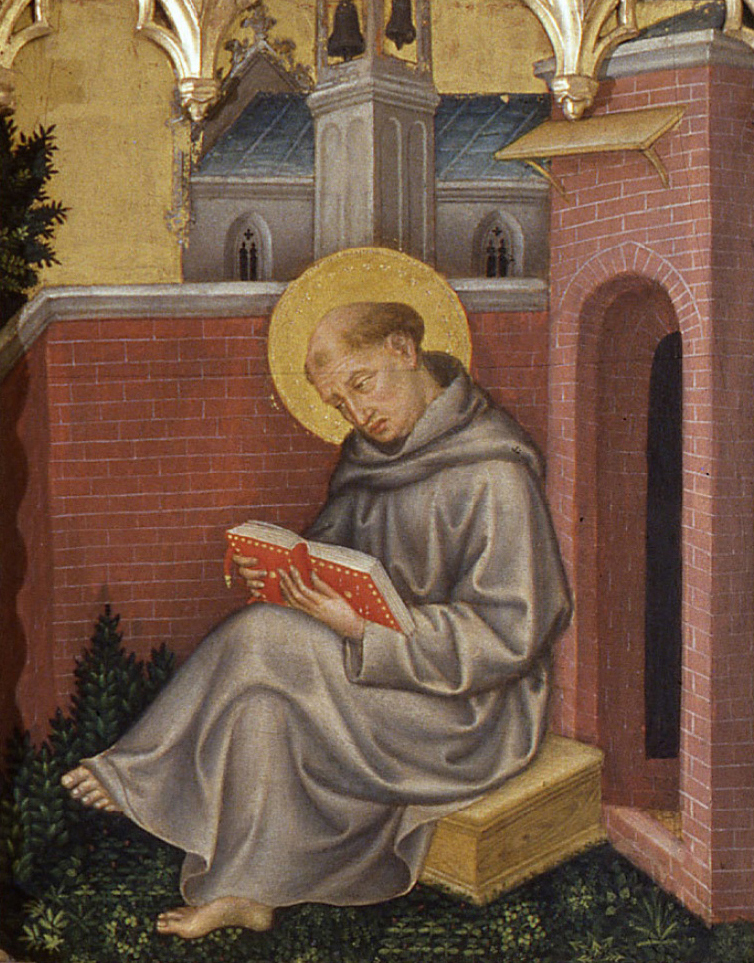
Sint-Thomas van Aquino leerde dat een verhoging van prijzen in reactie op een hoge vraag een vorm van diefstal was.

De juiste prijs (ook rechtvaardige prijs) is een ethische theorie in de theologie en de economie, die probeert om normen van eerlijkheid in economische transacties voor te schrijven. 

## Thomas van Aquino
Met intellectuele wortels in de Oud-Griekse filosofie werd de theorie van de juiste prijs in de middeleeuwen gepopulariseerd door de vooraanstaande scholastische theoloog en filosoof Thomas van Aquino, dit op basis van een argument tegen woeker, dat in Thomas' tijd verwees naar het vragen van rente op leningen.

## School van Salamanca
De juristen en theologen van de School van Salamanca beschouwden in hun reflecties op het contractenrecht vaak het vaststellen van een eerlijke prijs als een middel om commutatieve rechtvaardigheid binnen de contractuele relatie te implementeren.
Volgens Diego de Covarrubias moet de eerlijke prijs van een goed nooit worden gevonden in de aard ervan, noch in het werk dat nodig is voor de productie ervan, maar eerder in de algemene waardering van mensen (communis aestimatio hominum). De contracterende partijen moeten, ook al zijn ze vrij in hun wensen, zichzelf disciplineren om geen rekening te houden met het nut dat het contract voor de andere partij zal hebben, om de uitbuiting van de behoeften en passies van anderen te vermijden. Als gevolg hiervan verzetten leden van de Salamanca School zich soms tegen marktprijzen die, in geval van monopolies of voor basisproducten, moeten worden opgegeven ten gunste van prijzen die zijn vastgesteld door overheidsinstanties, die meer bezorgd zijn over het goede.
Op dezelfde manier beschouwt de Salamanca School de eerlijke prijs niet als een bepaalde speelruimte in het begrip van een eerlijke prijs, in tegenstelling tot de middeleeuwse scholastische traditie. Pedro de Oñate beschouwt dit idee dus als afhankelijk van menselijke behoeften en kennis, en verwerpt daarom het idee van een objectieve rechtvaardige prijs, bepaald door God.
In het geval van schending van de rechtvaardige prijs beschouwden de canonisten buitensporige winst als diefstal, verboden door de Zevende Gebod en daarom een bron van zonde. Alleen restitutie, geëist door de biechtvader op straffe van weigering van de absolutie, kon het evenwicht in het contract herstellen.

## Noties en referenties
1. ↑  Decock 2013, p. 527-624.
2. ↑  Decock 2013, p. 521.
3. ↑  Decock 2013, p. 523-524.
4. 1 2  (en) Wim Decock  (2022). 'Mercatores isti regulandi': Monopolies and Moral Regulation of the Market in Pedro de Oñate's 'De contractibus'. Tijdschrift voor Rechtsgeschiedenis  (3-4): 462-488
5. ↑  (en) Wim Decock  (2018). Collaborative Legal Pluralism. Confessors as Law Enforcers in Mercado’s Advices on Economic Governance (1571). Zeitschrift des Max-Planck-Instituts für europaïsche Rechtsgeschichte  : 103-114
6. ↑  Decock 2013, p. 525.
7. ↑  Decock 2013, p. 527.
8. ↑  (fr) Wim Decock  (2022). Droit, morale et marché : l'héritage théologique revisité. Revue de la faculté de Droit de l'université de Liège  (1): 30
9. ↑  Decock 2013, p. 516-517.